# Carajás Mine

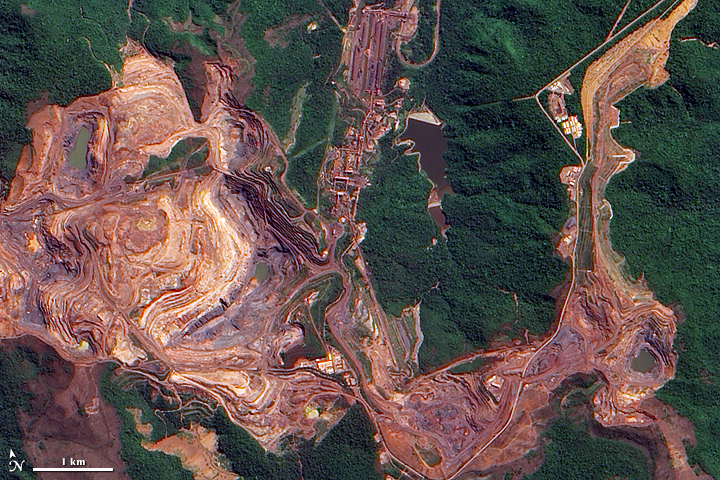
Carajás mine, dagbrott.

Carajás Mine är världens största järnmalmsgruva. Gruvan ligger i kommunen Parauapebas, delstaten Pará i Carajásbergen i norra Brasilien. Gruvan drivs som en dagbrott och beräknas innehålla cirka 7,2 miljarder ton järnmalm plus guld, mangan, bauxit, koppar och nickel. Gruvan drivs av Vale (tidigare Companhia Vale do Rio Doce) och var tidigare delägd med US Steel fram till 1977.
Gruvan ligger i gruvkoncessionsområdet i Carajás National Forest, som innehåller "kända reserver i storleksordningen 18 miljarder ton med en genomsnittlig kvalitet på 65,4% Fe".
Gruvan drivs huvudsakligen av vattenkraft från Tucuruí-dammen.